# Patres comederunt uvas acerbas, et dentes filiorum obstupescunt
Patres comederunt uvas acerbas, et dentes filiorum obstupescunt (Alla lettera  "I padri mangiarono l'uva acerba e i denti dei figli rimasero allegati") è un'espressione latina che riproduce un proverbio risalente nel tempo e che nella Bibbia compare sia in Geremia  31 che in Ezechiele 18,2.

## Riferimenti biblici
Il proverbio viene spesso citato sia nel senso che "Dei disordini e degli errori del padre ne tocca a far la penitenza il più delle volte a' figliuoli", sia in quello di sottolineare che ciascuno risponde solo delle proprie colpe.
Ezechiele riprende il passo di Geremia dicendo:
(Dal libro del profeta Ezechiele 18, 1-13. 20-32)
Si darebbe quindi una doppia interpretazione del proverbio: l'antica tradizione si basava su una responsabilità collettiva e la formula del proverbio la ribadisce, ma la novità del messaggio profetico è invece di ribaltare tale assunto e stabilire una responsabilità personale.
Con Ezechiele, il tema centrale del nuovo messaggio è la responsabilità personale in sostituzione delle "colpe collettive".

### La responsabilità per il deicidio
In epoche in cui tali concetti si erano affievoliti, si era da parte di alcuni sollevata l'accusa di deicidio nei confronti degli attuali esponenti del popolo ebraico.
L'accusa è stata uno dei principali motivi di distanza fra le religioni interessate ed è stata addotta a vario titolo come asserita ragione, a titolo di responsabilità collettiva, di un trattamento differenziale in qualche modo risarcitorio, se non proprio punitivo, nei confronti degli Ebrei; se ne trasse reiterato spunto ad esempio nell'esercizio del potere temporale del papato, per introdurre misure restrittive anche della libertà personale (con la creazione dei ghetti), azioni per la conversione forzosa (affidate all'Inquisizione) e consentendo di fatto la commissione di violenze fisiche e psicologiche da parte dei cristiani.
Si applicava il principio della responsabilità dei discendenti per le "colpe" dei padri, dando una lettura del dettato biblico che, sull'argomento, non appare giustificata quanto meno dalle sopra riportate parole di Ezechiele.

## Diffusione nei secoli
Il tema, sorto in ambito etico-religioso, è stato poi ampiamente ripreso nel Medioevo, da Gioacchino da FioreSan Tommaso d'Aquino e da Francesco Petrarca.
L'espressione era poi entrata anche nell'uso popolare: vedi nell'Ottocento la citazione nel testo: Proverbi  popolari Italiani di Giuseppe Giusti 

### Nel diritto
In alcuni diritti, per lo più di origine tribale , il concetto di responsabilità personale è vinto da quello della "responsabilità collettiva", nella medesima accezione che si è voluta attribuire al proverbio di Geremia.
Si tratta di una deformazione che ha avuto luogo anche in Europa (ad esempio in Russia, alla fine del Settecento, la Russkaja Pravda era la continuazione di questo concetto), almeno fino a quando gli ordinamenti costituzionali moderni, come quello italiano, hanno consacrato il principio che la responsabilità penale è personale  (art. 27, primo comma Cost.). Non si tratta soltanto delle punizioni che ammontano ad irrogazione di sanzioni penali, che pure sono garantite dal divieto di retroattività e dal principio di legalità e di giusto processo: nella sentenza del 16 luglio 2009 sul caso Sulejmanovic contro Italia, furono criticate dalla Corte europea dei diritti dell'uomo anche misure di violazione della libertà di movimento, quando sotto forma di deportazioni collettive si era sottratta al giudice la valutazione caso per caso del titolo di permanenza di un gruppo di immigrati illegali.

## Varianti
Il Dizionario della Crusca  ripreso poi dal dizionario dei proverbi italiani di Giuseppe Giusti riporta una variante popolare toscana "Dei disordini e degli errori del padre ne tocca a far la penitenza il più delle volte a' figliuoli."